# Metynnis fasciatus
A Metynnis fasciatus a sugarasúszójú halak (Actinopterygii) osztályának pontylazacalakúak (Characiformes) rendjébe, ezen belül a pontylazacfélék (Characidae) családjába tartozó faj.

## Előfordulása
A Metynnis fasciatus előfordulási területe a dél-amerikai Capiuru folyó medencéjében, az Amazonas középső szakaszán van.

## Megjelenése
Ez a hal legfeljebb 5,8 centiméter hosszú.

## Életmódja
Trópusi és édesvízi hal, amely a nyíltabb vizeket kedveli.